# Cornel Wilde
Cornelius Louis Wilde, més conegut com a Cornel Wilde, (Prievidza, Imperi Austrohongarès, 13 d'octubre de 1912 − Los Angeles, 16 d'octubre de 1989) va ser un actor i director de cinema estatunidenc.

## Biografia
De nom Kornel Weisz, va néixer de pares hongaresos a Priedviza, al que actualment és Eslovàquia. El 1920, va emigrar amb la seva família als Estats Units. Va ser seleccionat en l'equip americà de lluita per als Jocs olímpics de 1936, però va renunciar a participar-hi a l'últim moment per no fallar un paper en una obra teatral. Contractat per Laurence Olivier com a professor d'esgrima per a la producció de Romeo i Juliette a Broadway el 1940, se li va confiar el paper de Tybalt amb el qual va atreure l'atenció de Hollywood.
Va tenir alguns petits papers en el cinema fins al 1945 on va interpretar el paper de Frédéric Chopin a A Song to Remember de Charles Vidor. Va actuar després en algunes pel·lícules romàntiques i negres com Leave Her to Heaven de John M. Stahl, Jenny, dona marcada de Douglas Sirk i The Big Combo de Joseph H. Lewis. Paradoxalment, és sovint exclòs per les seves companyes femenines: Merla Oberon, Ida Lupino, Gene Tierney, Linda Darnell… Porta una carrera de seductor destacable a la pantalla (Ginger Rogers, Maureen O'Hara, Yvonne De Carlo, Jane Russell, la francesa Josette Day…), en nombroses pel·lícules d'aventures, de vegades signades per realitzadors importants (Allan Dwan, John Sturges, Nicholas Ray, Delmer Daves, Albert Lewin…). Va fer un intent de western western (Two Flags West  de Robert Wise amb Joseph Cotten i Jeff Chandler), i de pel·lícula musical (Centennial Summer d'Otto Preminger amb Jeanne Crain). Va viatjar de l'Índia a l'Àfrica, i va acabar interpretant l'emperador Constantí, en un pèplum italià davant de l'anglesa Belinda Lee, i el poeta persa del segle xi Omar Khayyam per a William Dieterle (després Chopin i el fill de Robin Hood, d'Artagnan i Lancelot).
El 1950, va crear la seva pròpia companyia de producció i va fer algunes temptatives com a realitzador. Es va casar amb l'actriu Jean Wallace i va rodar amb ella algunes pel·lícules. Es van divorciar el 1981. Cornel Wilde va morir de leucèmia el 1989, als 77 anys.

## Vida familiar
Cornel Wilde es va casar dues vegades.
1. Patricia Knight (21 setembre de 1937-30 agost 1951) (es divorcia), una filla Wendy (nascuda el 22 de febrer de 1943).
2. Jean Wallace (4 setembre de 1951-1981) (es divorcia), un fill Cornel Wilde Jr.

## Filmografia

### com a actor
- 1941: L'últim refugi (High Sierra) de Raoul Walsh amb Humphrey Bogart
- 1943: Wintertime de John Brahm amb Sonja Henie, Jack Oakie, Cesar Romero
- 1945: A song to remember de Charles Vidor amb Merle Oberon
- 1945: Les mil i una nits (A Thousand and One Nights) d'Alfred E. Green amb Evelyn Keyes (paper d'Aladí)
- 1945: Que el cel la jutgi (Leave Her to Heaven) de John M. Stahl amb Gene Tierney, Jeanne Crain
- 1946: Centennial Summer d'Otto Preminger amb Linda Darnell
- 1947: The Homestretch de H. Bruce Humberstone amb Maureen O'Hara
- 1947: For ever Amber d'Otto Preminger amb Linda Darnell
- 1947: It Had to Be You de Don Hartman i Rudolph Maté
- 1948: The Walls of Jericho de John Stahl amb Linda Darnell
- 1948: Road House de Jean Negulesco amb Ida Lupino
- 1950: Two flags west de Robert Wise amb Linda Darnell
- 1952: L'espectacle més gran del món (The Greatest Show on Earth) de Cecil B. DeMille amb Charlton Heston
- 1952: La conquista de Califòrnia (California Conquest) de Lew Landers
- 1952: At sword's point de Lewis Allen amb Maureen O'Hara
- 1952: Operation Secret de Lewis Seiler amb Steve Cochran, Phyllis Thaxter
- 1953: The Treasure of The Golden Condor de Delmer Daves
- 1953: Saadia d'Albert Lewin
- 1954: Woman's World de Jean Negulesco amb Lauren Bacall
- 1954: Passió (Passion) d'Allan Dwan amb Yvonne De Carlo
- 1955: Agent especial (The Big Combo) de Joseph H. Lewis amb Richard Conte, Jean Wallace, Brian Donlevy
- 1955: The Scarlet Coat de John Sturges amb Michael Wilding, Anne Francis
- 1956: Hot blood de Nicholas Ray amb Jane Russell
- 1956: Storm fear de i amb ell mateix, i Jean Wallace, Dan Duryea
- 1956: Més enllà de Mombasa (Beyond Mombasa) de George Marshall
- 1957: The Devil's hairpin de i amb ell mateix, i Jean Wallace, Mary Astor
- 1958: Maracaibo de i amb ell mateix, i Jean Wallace, Michael Landon
- 1957: Omar Khayyam de William Dieterle
- 1959: Al caire de l'eternitat (Edge of Eternity) de Don Siegel
- 1960: Costantino il grande de Lionello De Felice amb Belinda Lee, Massimo Serato
- 1966: Lancelot and Guinevere de i amb ell mateix, i Jean Wallace, Brian Aherne
- 1966: La presa nua de i amb ell mateix
- 1967: Beach red de i amb ell mateix, i Jean Wallace, Rip Torn
- 1969: The Comic de Carl Reiner amb Dick Van Dyke, Michele Lee, Mickey Rooney
- 1970: No Blade of Grass d'ell mateix amb Nigel Davenport, Jean Wallace (veu)
- 1975: Shark's treasure de i amb ell mateix, i Yaphet Kotto
- 1979: La màscara de ferro (The Fifth Musketeer) de Ken Annakin
- 1978: The Norseman amb Lee Majors, Mel Ferrer

### com a director
- 1956: Storm fear (+ actor)
- 1957: The Devil's hairpin (+ actor)
- 1958: Maracaibo (+ actor)
- 1963: Lancelot and Guinevere (+ actor)
- 1966: The Naked prey (+ actor)
- 1967: Beach red (+ actor)
- 1970: No Blade of Grass
- 1975: Shark's treasure (+ actor)

## Premis i nominacions

### Nominacions
- 1946: Oscar al millor actor per A Song to Remember